# Schwarzschildův poloměr
Schwarzschildův poloměr je charakteristická vzdálenost pro každou hmotnost. Je to poloměr koule, do které musí být veškerá hmota o dané hmotnosti stlačena, aby již žádná síla nemohla odvrátit její zhroucení do gravitační singularity. Tento termín se používá ve fyzice a astronomii, zejména v teoriích gravitace jako je například Obecná teorie relativity. Tento poloměr byl poprvé odvozen roku 1916 Karlem Schwarzschildem, když vyplynul z jeho přesného řešení Einsteinových rovnic gravitačního pole vně nerotujícího sféricky symetrického tělesa.
Schwarzschildův poloměr {\displaystyle r_{s}} je přímo úměrný dané hmotnosti {\displaystyle m}. Vzorec pro jeho výpočet je:
{\displaystyle r_{s}={\frac {2Gm}{c^{2}}}}, kde {\displaystyle G} je gravitační konstanta a {\displaystyle c} rychlost světla.
Zajímavé je, že tento vzorec lze odvodit z čistě nerelativistické newtonovské fyziky, když se do vzorce pro výpočet únikové rychlosti dosadí rychlost světla. Obecně se má za to, že takovýto výsledek je správný jen čistě náhodou. Použité fyzikální konstanty nejsou tolik překvapivé, ty se dají odvodit již při rozměrové analýze. Zvláštní a překvapivou shodou je konstanta 2. Tento poloměr takto odvodil již Pierre-Simon Laplace v roce 1798.
Vzorec lze ještě zjednodušit dosazením za konstanty:
{\displaystyle r_{s}=m\times 1.48\times 10^{-27}}, kde {\displaystyle r_{s}} je v metrech a {\displaystyle m} v kilogramech.
Pro hmotnost našeho Slunce vychází Schwarzschildův poloměr přibližně 3 km, zatímco pro naši Zemi zhruba pouhých 9 mm.
Objekt menší než Schwarzschildův poloměr odpovídající jeho hmotnosti se nazývá černá díra. Její povrch je pak pro nerotující těleso horizontem událostí. Rotující černá díra vypadá trochu odlišně.
Žádná hmotná částice a ani světlo nemůže uniknout zpod povrchu černé díry. Schwarzschildův poloměr obří černé díry ve středu naší Galaxie je zhruba 7,8 milionů km (asi dvacetinásobek vzdálenosti ze Země na Měsíc). Schwarzschildův poloměr pro kouli s průměrnou hustotou rovnou kritické hustotě odpovídá poloměru viditelného vesmíru.

## Další použití pro Schwarzschildův poloměr

### Schwarzschildův poloměr v gravitační časové dilataci
Gravitační časová dilatace v blízkosti velkého, pomalu rotujícího, téměř kulového tělesa, jako je například Země nebo Slunce může být aproximována použitím Schwarzschildova poloměru následovně:
{\displaystyle {\frac {t_{r}}{t}}={\sqrt {1-{\frac {r_{s}}{r}}}}}
kde:
{\displaystyle t_{r}\!} je uplynulý čas pro pozorovatele na souřadnici "r" uvnitř gravitačního pole;
{\displaystyle t\!} je uplynulý čas pro pozorovatele vzdáleného od masivního objektu (a tudíž vně gravitačního pole);
{\displaystyle r\!} je vzdálenost pozorovatele (analogicky: klasická vzdálenost od středu objektu);
{\displaystyle r_{s}\!} je Schwarzschildův poloměr.
Výsledek Pound, Rebka experimentu v roce 1959 byl souhlasný s předpovědí obecné teorie relativity. Tento experiment změřením gravitační časové dilatace Země, nepřímo měří Schwarzschildův poloměr Země.

### Schwarzschildův poloměr v Newtonově gravitačním poli
V Newtonovském gravitačním poli blízko velkého, pomalu rotujícího, téměř kulového tělesa můžeme Schwarzschildův poloměr použít následovně:
{\displaystyle {\frac {g}{r_{s}}}\left({\frac {r}{c}}\right)^{2}={\frac {1}{2}}}
kde:
{\displaystyle g\ } je gravitační zrychlení v bodě {\displaystyle r};
{\displaystyle r_{s}\ } je Schwarzschildův poloměr gravitace tělesa;
{\displaystyle r\ } je poloměr;
{\displaystyle c\ } je rychlost světla ve vakuu.
Na povrchu Země:
{\displaystyle {\frac {9.80665\ \mathrm {m/s} ^{2}}{8.870056\ \mathrm {mm} }}\left({\frac {6375416\ \mathrm {m} }{299792458\ \mathrm {m/s} }}\right)^{2}=\left(1105.59\ \mathrm {s} ^{-2}\right)\left(0.0212661\ \mathrm {s} \right)^{2}={\frac {1}{2}}.}

### Schwarzschildův poloměr v Keplerových orbitách
Pro všechny kruhové dráhy v blízkosti centrálního tělesa:
{\displaystyle {\frac {r}{r_{s}}}\left({\frac {v}{c}}\right)^{2}={\frac {1}{2}}}
kde:
{\displaystyle r\!} je poloměr oběžné dráhy;
{\displaystyle r_{s}\!} je Schwarzschildův poloměr gravitace centrálního tělesa;
{\displaystyle v\!} je kruhová rychlost;
{\displaystyle c\!} je rychlost světla ve vakuu.
Tato rovnost může být zobecněna do eliptické dráhy podle:
{\displaystyle {\frac {a}{r_{s}}}\left({\frac {2\pi a}{cT}}\right)^{2}={\frac {1}{2}}}
kde:
{\displaystyle a\!} je nejdelší poloměr elipsy (velká poloosa);
{\displaystyle T\!} je doba oběhu.
Pro Zemi obíhající Slunce platí:
{\displaystyle {\frac {1\,\mathrm {AU} }{2953.25\,\mathrm {m} }}\left({\frac {2\pi \,\mathrm {AU} }{\mathrm {light\,year} }}\right)^{2}=\left(50655379.7\right)\left(9.8714403\times 10^{-9}\right)={\frac {1}{2}}.}

### Relativistické kruhové orbity a sféra fotonů
Keplerovské rovnice pro kruhové oběžné dráhy mohou být zjednodušeny do relativistických rovnic pro kruhové dráhy s odpočtem pro časovou dilataci v rychlostním výrazu::
{\displaystyle {\frac {r}{r_{s}}}\left({\frac {v}{c}}{\sqrt {1-{\frac {r_{s}}{r}}}}\right)^{2}={\frac {1}{2}}}
{\displaystyle {\frac {r}{r_{s}}}\left({\frac {v}{c}}\right)^{2}\left(1-{\frac {r_{s}}{r}}\right)={\frac {1}{2}}}
{\displaystyle \left({\frac {v}{c}}\right)^{2}\left({\frac {r}{r_{s}}}-1\right)={\frac {1}{2}}.}
Konečná rovnice ukazuje, že objekt obíhající rychlostí světla bude mít poloměr oběžné dráhy 1,5krát Schwarzschildův poloměr. Tato speciální oběžná dráha je známá jako sféra fotonů.